# Wielki Staw
Wielki Staw (německy Großer Teich) je ledovcové jezero, které se nachází na jihozápadě Polska na severní straně Krkonoš na území polského krkonošského národního parku. Toto karové jezero vzniklo v ledovcovém kotli na severovýchodním úbočí Stříbrného hřbetu. Je uzavřeno morénou a skalním prahem. Moréna se skládá z kamení, písku a hlíny. Je to největší jezero Krkonoš. Má rozlohu 8,5 ha. Dosahuje maximální hloubky 25 m. Leží v nadmořské výšce 1225 m. Stěna karu je vysoká 180 m a moréna 30 m.

## Vodní režim
Jezerem protéká Biały Potok (povodí Bobru), jehož pramen se nachází v západní stěně kotle.

## Vlastnosti vody
Voda v jezeře je čistá a průzračná. Ani v létě nepřesahuje 14 °C. V zimě je více než půl roku pokryto ledem.

## Fauna a flóra
Břehy jsou porostlé subalpinským rostlinstvem (vrba laponská, bříza trpasličí, kosodřevina). Ve vodě roste vzácná vodní kapradina šídlatka jezerní, pozůstatek doby ledové.

## Přístup

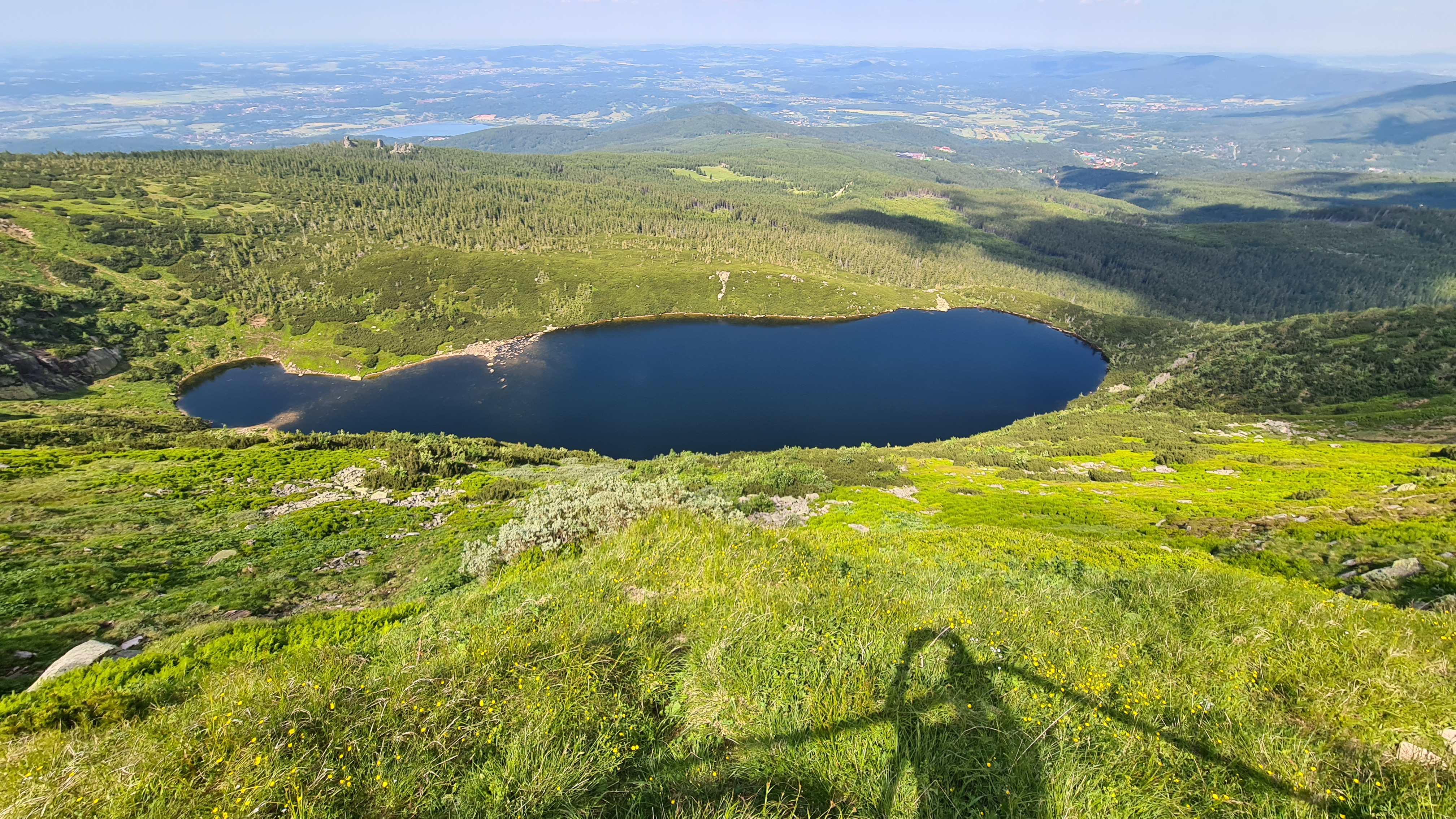
Jezero Wielki Staw z červené turistické značky od bývalé boudy prince Jindřicha

Vzhledem k výjimečnému rostlinstvu a jedinečným formám života je jezero a jeho okolí přírodní rezervací, do které platí zákaz vstupu. Jezero je možné si prohlédnout z horní části kotle, kde vedou turistické značky:
- červená turistická značka - část hlavní hřebenovky ze Szklarske Poręby na Sněžku a dále horním okrajem kotle.
- zelená turistická značka - z Karpacze severozápadním okraje kotle